# 窑口镇
窑口乡，是中华人民共和国安徽省六安市寿县下辖的一个乡镇级行政单位。

## 行政区划
窑口乡下辖以下地区：
窑口街道社区、北集村、陶圩村、马墙村、粮台村、陈圩村、真武村、贾庙村和马湖村。